# Mildred Harnack
Mildred Fish-Harnack, née le 16 septembre 1902 à Milwaukee et morte le 16 février 1943 à la prison de Plötzensee, est une historienne germano-américaine de la littérature allemande, traductrice et combattante au sein de la résistance allemande au régime nazi. Elle est condamnée à mort par les nazis et guillotinée.

## Biographie
Mildred Fish est née à Milwaukee dans le Wisconsin le 16 septembre 1902. Elle est la plus jeune des quatre enfants de William C. Fish et Georgina Hesketh Fish. En 1919, elle est diplômée de la Western High School de Georgetown (Washington, D.C.). En 1921, elle commence à travailler comme critique de cinéma et de théâtre au Wisconsin State Journal et écrit également pour le Wisconsin Literary Magazine. Elle étudie la littérature allemande à l'université du Wisconsin à Milwaukee où elle rencontre son futur mari Arvid Harnack. Ils se marient en 1926. Après son mariage, elle prend le nom de Mildred Fish-Harnack. Elle termine sa thèse en 1928 et enseigne au collège de Baltimore.
En 1929, le couple s'installe en Allemagne à Giessen, puis Berlin. Ils sont attirés par les idées de Karl Marx et sont favorables aux développements de l'Union soviétique. Ils ne sont pas membres du Parti communiste d'Allemagne (KPD), mais créent la Société pour l'étude de l'économie planifiée soviétique.
Ils effectuent, avec un groupe d'universitaires, un voyage en Union soviétique durant lequel ils rencontrent Osip Piatnitski, un haut responsable du Commissariat du peuple aux affaires intérieures (NKVD) qui persuade Arvid Harnack de devenir un agent soviétique. L'année suivante, Mildred Fish-Harnack enseigne la littérature de langue anglaise à l'Université de Berlin tout en exerçant son métier de traductrice pour diverses maisons d'éditions.
Dès 1932, elle perd ce poste à l'Université où elle montre un peu trop son opposition aux thèses nazies. Elle commence alors à  enseigner au Berliner Städtisches Abendgymnasium für Erwachsene - l'école du soir de Berlin pour adultes, surnommée le BAG. Elle continue à utiliser la salle de classe comme un forum de discussion politique et une source de recrutement.
Elle retourne aux États-Unis en 1937 pour une tournée de conférences universitaires[réf. nécessaire] et rendre visite à sa mère malade. Sa famille et ses amis essaient de la convaincre de rester et, à son retour en Allemagne, son mari la pousse à repartir aux États-Unis et lui achète même un billet pour le bateau.
Elle est embauchée par la maison d'édition berlinoise Rütten & Loening, ce qui lui sert de couverture, lui permet de voyager à l'étranger et de rencontrer des contacts dans la résistance. Son passeport américain facilite également ses déplacements.
En 1935, Arvid Harnack obtient un emploi au ministère de l'Économie où il a accès à des documents classifiés sur les stratégies opérationnelles et militaires d'Hitler, informations que le couple Harnack transmet à l'étranger.
En 1941, Mildred Fish-Harnack obtient son doctorat à l'Université de Giessen et obtient à nouveau un poste d'assistante à l'Université de Berlin.
À partir de 1939-1940, avec son mari Arvid Harnack et un couple d'amis, l'écrivain Adam Kuckhoff et sa femme Greta Kuckhoff, elle participe à un cercle de réflexion sur les perspectives politiques après le national-socialisme, cercle qui se transformera en groupe de résistance que la Gestapo identifiera sous le nom d'Orchestre rouge,. Le réseau publie un journal clandestin, distribue des tracts, aide des juifs à fuir le pays ou encore, fournit des informations aux ambassades américaine et soviétique,.
Il est maintenant établi par les dossiers de renseignement britanniques, américains et soviétiques que Mildred Harnack et les autres membres font partie d'un réseau d'espionnage dirigé par le NKVD — Commissariat du peuple aux Affaires intérieures, la police secrète soviétique — et le GRU, ou renseignement de l'Armée rouge. Nulle part dans ces dossiers, il n'est mentionné qu'elle a également transmis des renseignements aux États-Unis. Mais des sources conservées à la Hoover Institution et aux archives de la bibliothèque présidentielle Franklin D. Roosevelt, ainsi que des entretiens avec des survivants de la résistance établissent qu'elle est une informatrice pour les États-Unis,.
À la fin de juin 1941, le groupe est en contact avec des responsables de l'ambassade soviétique et tente de les avertir de l'invasion imminente de l'Union soviétique par les Allemands. En août 1942, le trafic radio du groupe belge avec les adresses d'Adam Kuckhoff, Harro Schulze-Boysen et Ilse Stöbe est déchiffré et 116 membres du réseau sont arrêtés.
Le 7 septembre 1942, Arvid et Mildred Harnack sont arrêtés alors qu'ils passent des vacances sur l'isthme de Courlande. Arvid Harnack est condamné à mort le 19 décembre après quatre jours de procès par un tribunal militaire. Il est exécuté le 22 décembre 1942. Mildred Harnack est condamnée à six années de prison, mais Hitler fait appel de la sentence et ordonne un autre procès devant le Reichskriegsgericht. Ce procès se tient le 16 janvier 1943 et se conclut par une condamnation à mort. Elle est guillotinée le 16 février 1943 dans la prison de Plötzensee à Berlin. Durant ses derniers jours en cellule, elle traduit des poèmes de Goethe en anglais.
Ses derniers mots sont : « Et j'aimais tellement l'Allemagne ». Mildred Harnack-Fish est la seule civile américaine à avoir été exécutée pour s'être opposée au régime nazi.
Son corps est disséqué, à des fins d'expérimentations et de recherche, par le docteur Hermann Stieve, comme un grand nombre de personnes exécutées par les nazis. Ce médecin remet ensuite les restes à Margarete von Zahn, une parente d'Arvid Harnack qui est alors une de ses étudiantes. Elle les ramène chez elle et les enterre dans le cimetière de Zehlendorf. De ce fait, Mildred Harnack est la seule membre de l'Orchestre rouge dont les restes ont été retrouvés.

## Hommages et distinctions
- Ordre de la guerre patriotique, premier degré, accordé par le Præsidium du Soviet suprême de l'URSS le 6 octobre 1969[12] ;
- A Berlin, une école à de Lichtenberg et une rue à Friedrichshain-Kreuzberg portent le nom de Mildred Harnack tandis qu'une rue Harnack (Harnackstrasse) et une plaque commémorative sur la Lilienthalstrasse à Neukölln rendent hommage au couple. À Gießen, un chemin porte le nom de Mildred-Harnack-Weg ;
- Le nom de Mildred Harnack figure, avec une dizaine d'autres noms, sur le mémorial érigé en 1976 pour les membres de l'Université Humboldt « tombés dans la lutte contre le fascisme hitlérien » dans la cour-jardin du bâtiment principal de Berlin-Mitte ;
- Une sculpture de Fritz Cremer, Combattants de la liberté (Freiheitskämpfer) est érigée à Brême en 1984 pour commémorer Mildred Harnack et Harro Schulze-Boysen[13] ;
- Une plaque commémorative est dévoilée le 6 juillet 2009 à l'école du soir de Berlin où Mildred Harnack a enseigné (actuellement École Peter A. Silbermann)[14] ;
- En 2015, le syndicat étudiant rebaptise un de ses immeubles de Gießen, Mildred-Harnack-Fish-Haus[15] ;
- Des pierres d'achoppement, Stolpersteine, commémorant le souvenir de Mildred et Arvid Harnack sont posées devant le 14 rue Genthiner à Tiergarten le 20 septembre 2013[16],[17] ;
- Une pierre commémorative au cimetière de Zehlendorf à Berlin rend hommage à Mildred et Arvid Harnack.

Aux États-Unis, les sympathies supposées de Mildred et Arvid Harnack pour le communisme empêchent tout hommage jusqu'après la Guerre froide. La famille de Mildred Fish-Harnack réhabilite leur honneur et, à partir de 1968, des hommages leur sont rendus.
- Dans sa ville natale de Milwaukee, une école d'art porte le nom de Mildred Harnack[18] ;
- Le 16 septembre est, depuis 1986, le Mildred Fish-Harnack Memorial Day, jour de commémoration observé dans toutes les écoles de l'État du Wisconsin depuis 1986[19],[20] ;
- Une sculpture de John Durbrow, Mildred, est érigée par la ville de Madison en son honneur, en 2018, dans Marshall Park. Une sculpture similaire est prévue pour le campus de l'université de Gießen et installée en 2021[21],[22].